# Opisthoxia compta
Opisthoxia compta är en fjärilsart som beskrevs av Max Joseph Bastelberger 1911. Opisthoxia compta ingår i släktet Opisthoxia och familjen mätare. Inga underarter finns listade i Catalogue of Life.